# 帕拉南
帕拉南（葡萄牙語：Paranã）是巴西托坎廷斯州的一个市镇。总面积11260.151平方公里，总人口10491人，人口密度0.9人/平方公里。